# Megavisión Canal 21
Pour les articles homonymes, voir Canal 21.
Megavisión Canal 21 est une chaîne de télévision salvadorienne appartenant à Megavisión Salvador. C'est une chaîne généraliste de variétés de tous les âges, proposant nouvelles, sports, émissions pour enfants, talk-shows, etc.